# Amphicnaeia crustulata
Amphicnaeia crustulata là một loài bọ cánh cứng trong họ Cerambycidae.